# 福田典之
福田 典之（ふくだ のりゆき、1971年2月28日 - ）は、兵庫県出身のシンガーソングライター。身長170cm。
1995年徳間ジャパンコミュニケーションズよりデビュー。

## エピソード
- 小学生の頃に、MTVチャンネルで見たUKアーティスト、ハワード・ジョーンズに影響を受け、大学生の頃にウィルソン・フィリップスの音楽と出会う。その後、大学を休学してサンフランシスコ、オレゴンと留学をし、音楽にどっぷりと漬かった生活を送った。
- 1994年に上京。当時は神奈川県の新聞販売店に勤めながら、楽曲を制作。彼がちょうど22歳の時、初めて本格的に作成した曲で応募した、レコード会社とプロダクションが主催する新人アーティストのオーディションに合格する。その後、その事務所第一クリエイションに所属。当時は父親の反対を受けていたらしい。
- 1995年9月25日、シングル「瞳の届く距離」とアルバム「シャンプーと君と恋する季節」でデビューを飾る。デビューアルバムのタイトル曲であり、2枚目のシングルとなった楽曲「シャンプーと君と恋する季節」では、岡本真夜がコーラスに参加。シングル盤では彼女のソロパートもあり、岡本ファンにも話題を集めた。
- 約2年の間にシングル5枚、アルバム2枚を制作するも、その後事務所との契約が切れる。再び単身でサンフランシスコに渡り、そして数々のアルバイトをしながら創作活動に挑んでいく。日本に帰国してからは、2003年3月19日Jonathanとして、再デビュー。しかし、今度は彼が病気になり、活動休止を余儀なくされる。
- 2007年より関西で活動を再開。2008年6月より関東でもライブを再開し、そこで披露した新曲「あなたの瞳になって」を全国発売のCD化にしたいという決意を語る。それが2年の歳月を経て、2010年9月15日にCD化となり、全国発売された。続いて2011年2月23日にはフルアルバムが発売させる。
- 現在5匹の犬と暮らしている。献血犬の役目を終えた子を引き取ったり、亡くなった親類の家で買っていた子を引き取ったりする様子をブログで報告する事からも、愛犬家の一面が垣間見える。2011年11月にレコーディング中に愛犬キキが亡くなった。同年11月27日に行われたワンマンライブにて本人の口から報告があった。2012年に発売されたアルバム「I Sing For You」に収録された「毛むくじゃらの魔法使い」は、キキを歌ったものなのだが、その曲のレコーディング前からキキは体調を崩し、レコーディングが終わったのを見届けるかのように亡くなったのだとか。

## ディスコグラフィー
シングル
1. 瞳の届く距離 c/w 僕の夢が叶うまで（1995年9月25日、TKDA-70727）
2. シャンプーと君と恋する季節 c/w 想い出を訪ねて（1995年11月25日、TKDA-70757）
3. 大丈夫、でも大丈夫 c/w いつかまた出逢っても（1996年4月22日、TKDA-70868）
4. 勇気をだして c/w 心だけは（1996年7月8日、TKDA-70924）
5. 冬が好き、君が好き c/w ひとりの週末（1996年11月5日、TKDA-70993）
6. あなたの瞳になって c/w 笑顔の魔法、母の愛に泣いた、幸せの貯金（2010年9月15日、ARIB-1030）

アルバム
1. シャンプーと君と恋する季節（1995年9月25日、TKCA-70728）
2. 僕のアイドル（1996年8月5日、TKCA-70925）
3. ごめんね。（2003年3月19日、ESCL-9105）
  - Jonathan(ジョナサン)名義での再デビューアルバム。
4. Smile Again（2011年2月23日、ARCD-1032）
  - 「笑顔の魔法」関西テレビ「キキミミ!」エンディングテーマ
5. I Sing For You（2012年1月25日、ARCD-1036）

## 提供楽曲
本名陽子
- 未来のドア(作曲)